# Arni azjatycki
Arni azjatycki, arni, bawół indyjski (Bubalus bubalis arnee) – duży ssak z rodziny wołowatych. Jest zwierzęciem zaadaptowanym do klimatu tropikalnego. Zjada roślinność bagienną, trawy i turzyce. Gatunek zagrożony wyginięciem (EN, Endangered).

## Systematyka
Po raz pierwszy arni azjatycki opisany został przez Johna Grahama Kerra w 1872 jako Bubalus arnee. W Mammal Species of the World (2005) oraz Polskim nazewnictwie ssaków świata (2015) arni azjatycki nie jest uznawany za odrębny gatunek, a za podgatunek wołu domowego (B. bubalis).

## Zasięg występowania
Pierwotnie występował w Indiach i Azji Południowo-Wschodniej. Współcześnie występuje wyspowo w zaledwie kilku niewielkich populacjach rozsianych po południowo-wschodniej Azji: w Bhutanie, Kambodży, Mjanmie, Nepalu i Tajlandii. Wymarły w Bangladeszu, Indonezji, Laosie i Sri Lance.

## Opis
Rozmiarydługość ciała 2,4–3,6 m, wysokość 1,5–1,9 m (w kłębie), masa ciała 700–1200 kg. Udomowione woły osiągają mniejsze rozmiary.
Rozmnażaniedojrzałość płciowa w wieku 18–24 miesięcy u samic, 3 lata u samców; ciąża 300-340 dni; rodzi się jedno młode, bardzo rzadko dwa
Biotoppierwotnie  rosnące w strefie tropikalnej i subtropikalnej nadrzeczne lasy, podmokłe tereny trawiaste i mokradła. Współcześnie bagniste tereny trawiaste i szuwary

## Udomowienie
Udomowioną formą bawołu wodnego jest wół domowy (Bubalus bubalis bubalis).